# Bennie and the Jets
〈Bennie and the Jets〉는 엘튼 존과 버니 토핀이 작곡한 곡이다. 이 노래는 1973년에 《Goodbye Yellow Brick Road》에 처음 등장했다. 〈Bennie and the Jets〉는 존의 가장 인기 있는 노래 중 하나였으며 존의 라이브 에이드 출연 동안 공연되었다. 이 곡은 싱글 음반의 소매와 음반의 트랙 목록에는 "Benny"라는 철자가 있지만 음반의 레코드 레이블에는 "Bennie"라는 글자가 붙어 있다.